# Ванунц, Эдуард Гайкович
Эдуард Гайкович Ванунц (род. 2 февраля 1929, Ростов-на-Дону, РСФСР, СССР) — советский и российский звукооператор. Заслуженный деятель искусств Армянской ССР (1967), Заслуженный деятель искусств Российской Федерации (1998).

## Биография
Эдуард Гайкович Ванунц родился 2 февраля 1929 года в городе Ростове-на-Дону.
В 1951 году окончил электротехнический факультет Ленинградского института киноинженеров (ЛИКИ). Работал начальником технического отдела Главного управления министерства кинематографии Армянской ССР, звукорежиссером на киностудии «Арменфильм». С 1968 года — штатный звукооператор на киностудии «Ленфильм».
Записывал классическую музыку для Всесоюзного музыкального фонда.
Автор ряда статей по вопросам звукорежиссуры, опубликованных в журналах «Техника кино и телевидения», «Искусство Армении», «Литературная Армения», «Театр» (Армения).
Заслуженный деятель искусств Армянской ССР (1967).
Заслуженный деятель искусств Российской Федерации (1998).
Член Союза кинематографистов СССР (Ленинградское отделение).

## Фильмография
1. 1962 — Кольца славы (Режиссёр-постановщик: Юрий Ерзинкян)
2. 1970 — Король Лир  (Режиссёр-постановщик: Григорий Козинцев)
3. 1971 — Гойя, или Тяжкий путь познания  (СССР/ГДР/НРБ/СФРЮ) (совместно с Гарри Беленьким, Ефимом Юдиным) (Режиссёр-постановщик: Конрад Вольф)
4. 1972 — Монолог  (Режиссёр-постановщик: Илья Авербах)
5. 1974 — Странные взрослые  (ТВ) (Режиссёр-постановщик: Аян Шахмалиева)
6. 1975 — Прошу слова  (Режиссёр-постановщик: Глеб Панфилов)
7. 1975 — Чужие письма  (Режиссёр-постановщик: Илья Авербах)
8. 1979 — Жена ушла  (Режиссёр-постановщик: Динара Асанова)
9. 1979 — Последняя охота  (совместно с Леонидом Шумячером) (Режиссёр-постановщик: Игорь Шешуков)
10. 1980 — Никудышная  (ТВ) (Режиссёр-постановщик: Динара Асанова)
11. 1980 — Рафферти  (ТВ) (Режиссёр-постановщик: Семён Аранович)
12. 1981 — Сильва  (ТВ) (Режиссёр-постановщик: Ян Фрид)
13. 1982 — Анюта  (ТВ) (фильм-балет) (Режиссёры-постановщики: Александр Белинский, Владимир Васильев)
14. 1985 — Противостояние  (ТВ) (Режиссёр-постановщик: Семён Аранович) (в 3, 4, 5 сериях)
15. 1986 — Знаю только я  (Режиссёр-постановщик: Карен Геворкян)
16. 1989 — Дон Сезар де Базан  (ТВ) (Режиссёр-постановщик: Ян Фрид)
17. 1989 — Женитьба Бальзаминова  (ТВ) (хореографическая фантазия) (Режиссёр-постановщик: Александр Белинский)
18. 1991 — Путь царей  (Режиссёр-постановщик: Евгений Шиферс)
19. 1991 — Чёрное и белое  (совместно с Майклом Карманом) (Режиссёр-постановщик: Борис Фрумин)
20. 1992 — Ангелы в раю  (Россия/Франция) (Режиссёр-постановщик: Евгений Лунгин)
21. 1992 — Голос ниоткуда  (Режиссёр-постановщик: Гай Бояджян)
22. 1992 — Дымъ  (ТВ) (Россия/ФРГ) (Режиссёр-постановщик: Аян Шахмалиева)
23. 1992 — Тартюф  (ТВ) (Режиссёр-постановщик: Ян Фрид)
24. 1994 — Эликсир  (фильм-сказка) (короткометражный) (Режиссёр-постановщик: Ирина Евтеева)
25. 1997 — Цветы календулы  (Режиссёр-постановщик: Сергей Снежкин)

## Признание и награды
- Заслуженный деятель искусств Армянской ССР (1967).
- Заслуженный деятель искусств Российской Федерации (1998).

Был звукооператором на фильмах, получивших признание в СССР, России и за рубежом:
- 1970 — Король Лир — Приз «Серебряный Гуго» фильму на VIII МКФ в Чикаго, США (1972); Приз «Золотая медаль» Миланского муниципалитета фильму на V МКФ в Милане, Италия (1973).
- 1972 — Монолог — Почетный диплом на I МКФ в Джорджтауне, Гайана (1976).
- 1974 — Странные взрослые — Приз Союза кинематографистов СССР на VI ВФТФ (1975); Гран-при «Злата Прага» фильму на XII МКТФ в Праге, ЧССР (1975).
- 1975 — Прошу слова — «Юбилейный приз» фестиваля на XX МКФ в Карловых Варах, ЧССР (1976); Почетный диплом фильму на МКФ цветного кино в Барселоне, Испания (1977).
- 1975 — Чужие письма — Специальный приз жюри фильму на I МКФ в Неаполе, Италия (1976); лавный приз «Золотая богиня Нике» фильму на IX МКФ в Салоники, Греция (1980).
- 1980 — Рафферти — Приз жюри телефильму на IX ВФТФ (1981).
- 1991 — Чёрное и белое — Вторая премия на фестивале авторского кино в Римини, Италия (1993).
- 1993 — Приз за лучшую работу звукорежиссера, фильм Глас вопиющий на МКФ «Золотой орел» в Тбилиси, Грузия (1993).
- 1994 — Эликсир — Приз федерации киноклубов России на II Международном Кинофоруме в Суздале (1995); Первый Приз на МКФ короткометражных и документальных фильмов в Драме, Греция (1995); Гран-при «Гранатовый браслет» фильму на II кинофестивале «Литература и кино» в Гатчине (1996); Специальный приз на МКФ «Окно в Европу» в Выборге (1995); Приз за лучшую работу звукооператора на I ОРКФ (Общероссийский кинофестиваль) анимационного кино в Тарусе) (1996).
- 1997 — Цветы календулы — Диплом участника на МКФ в Хайфе, Израиль (1998); Диплом участника на МКФ в Карловых Варах, Чехия (1998); Гран-при V фестиваля «Новое кино России» в Екатеринбурге (1999).